# XIII (Mushroomhead)
XIII è il quinto album in studio del gruppo musicale statunitense Mushroomhead, pubblicato il 14 ottobre 2003 dalla Universal Records.

## Il disco
XIII è il secondo album dei Mushroomhead a essere registrato in studio. L'album ha debuttato alla posizione 40 su Billboard 200 e ha venduto 400,000 copie in tutto il mondo, diventando l'opera discografica di maggior successo dei Mushroomhead. È stato l'ultimo album registrato insieme al cantante originale, Jason "J. Mann" Popson, prima del suo ritorno nel 2013.
Il singolo Sun Doesn't Rise è andato in onda numerose volte su Headbangers Ball di MTV, ed è stato inserito nella colonna sonora del film horror Freddy vs. Jason.
XIII ha ricevuto soprattutto recensioni positive da parte dei critici.

## Tracce
1. Kill Tomorrow – 3:45
2. Sun Doesn't Rise – 3:12
3. Mother Machine Gun – 4:16
4. Nowhere to Go – 3:42
5. Becoming Cold (216) – 4:25
6. One More Day – 3:36 – con Devon Gorman
7. The Dream Is Over – 3:15 – con Jens Kidman dei Meshuggah
8. The War Inside – 2:58
9. Almost Gone – 4:01
10. Eternal – 3:12
11. Our Own Way – 3:40 – con Devon Gorman
12. Destroy the World Around Me – 8:21
13. Thirteen – 9:31 – contiene la traccia nascosta Crazy, cover di Seal

### Tracce bonus (edizione britannica)
1. Treason – 2:34
2. Loop #6 – 3:34

## Formazione
- J. Mann - voce
- Jeffrey Nothing - voce
- Bronson - chitarra
- Gravy - chitarra
- Pig Benis - basso
- Shmotz - tastiera
- Stitch - campionatore
- Skinny - batteria